# Shahkot (Pakistan)
Pour les articles homonymes, voir Shahkot.
Shahkot (en ourdou : ضِلع ننكانہ صاحِب) est une ville pakistanaise, située dans le district de Nankana Sahib dans le nord de la province du Pendjab.
La ville se situe sur la route reliant la capitale provinciale Lahore avec la grande ville de Faisalabad. Cette dernière est située à seulement 45 kilomètres à l'ouest de Shahkot.
La population de la ville a été multipliée par plus de quatre entre 1972 et 2017 selon les recensements officiels, passant de 17 515 habitants à 74 271. Entre 1998 et 2017, la croissance annuelle moyenne s'affiche à 3,4 %, bien supérieure à la moyenne nationale de 2,4 %. Selon le recensement de 2023, la population de la ville monte à 89 638 habitants.
Près de 94 % des habitants parlent le pendjabi, tandis qu'environ 5 % des habitants ont l'ourdou pour langue maternelle.
Essentiellement musulmane, la ville inclut une importante minorité chrétienne, comptant environ 4 000 fidèles, presque 5 % des habitants de la ville.
Le taux d'alphabétisation de la ville s'élève à 71 % en 2023 (contre une moyenne nationale de 61 %), dont 74 % pour les hommes et 68 % pour les femmes.
|            | 1972 (rec.) | 1981 (rec.) | 1998 (rec.) | 2017 (rec.) | 2023 (rec.) |
| ---------- | ----------- | ----------- | ----------- | ----------- | ----------- |
| Population | 17 515      | 24 012      | 39 263      | 74 271      | 89 638      |